# کوه برفخانه طزرجان

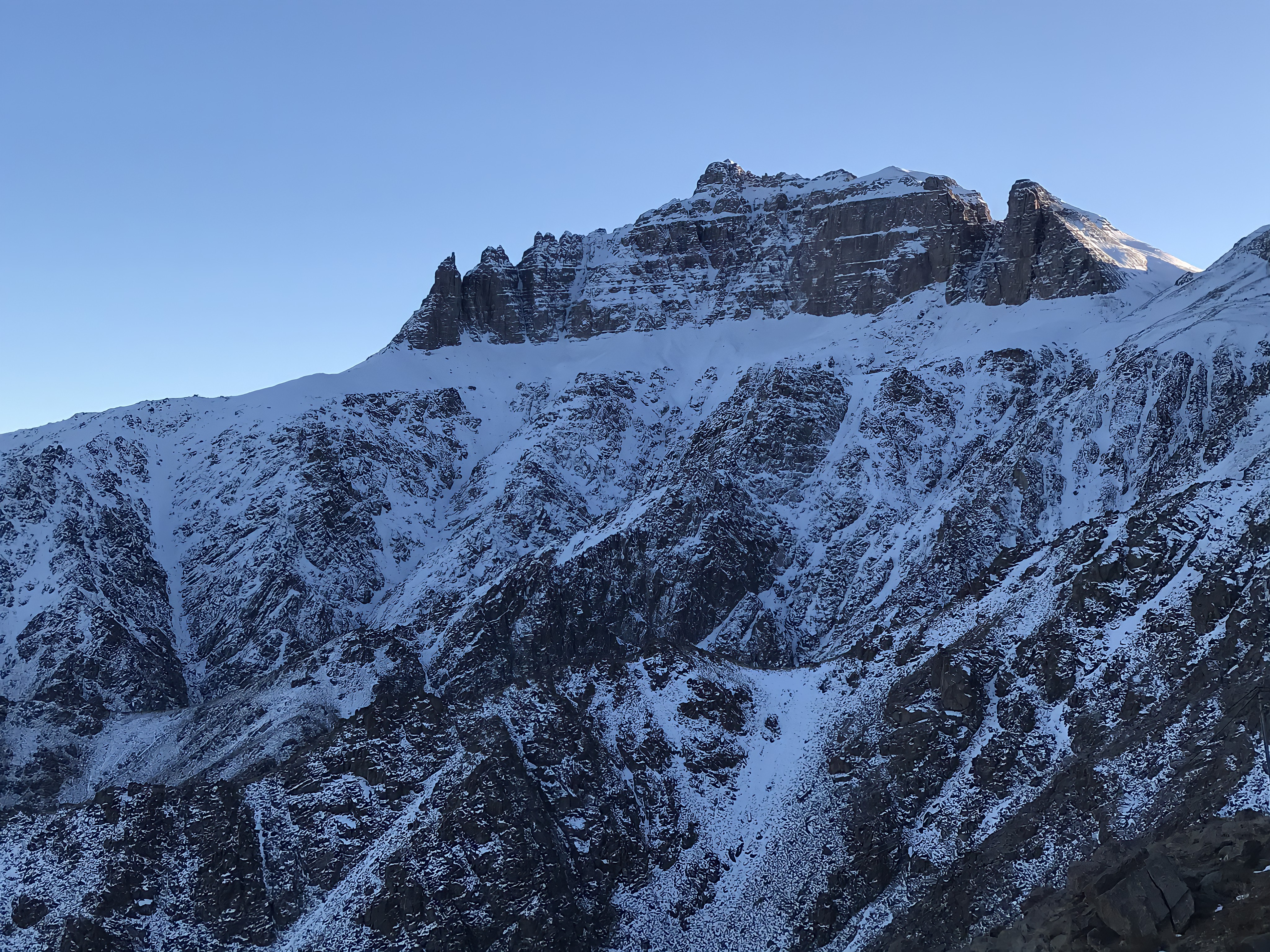

قله برفخانه طزرجان با ارتفاع ۴۰۰۸ متر از سطح دریا دومین کوه بلند استان یزد، پس از قله شیرکوه است. این کوه یکی از مهم‌ترین قلل مرتفع در کوه‌های مرکزی ایران محسوب می‌گردد. این کوه صخره‌ای، در شهرستان تفت واقع شده‌است. کوه برفخانه دارای قله‌های متعددی است. قله اصلی برفخانه با ۴۰۰۸ متر ارتفاع، دارای دیواری به طول ۳۰۰ متر است. قله دیگر، قله برفخانه غربی است که ۳۹۵۰ متر ارتفاع دارد و طول دیوار آن ۱۵۰ متر است. قلهٔ سوم، میل برفخانه نام دارد و چهارمی فریدونی میل است. برفخانه به معنای خانهٔ برفی است، زیرا در بیشتر طول سال برف دارد و در زمان‌های گذشته محل یخچال دائم بوده‌است. چنین پدیده ژئومورفولوژی در قلب کویر ایران یک پدیده بسیار جالب و دیدنی می‌باشد.

## صعود
مسیر صعود به این قله از روستای طزرجان آغاز می‌شود و باید راه خود را از دره افشار آباد طزرجان شروع کنید. سپس مسیر دره پونه را برای رسیدن به پناهگاه انتخاب کنید. این پناهگاه، مکان بسیار خوبی برای استراحت کوهنوردان است. راه‌های مختلفی برای رسیدن به پناهگاه وجود دارد. معروف‌ترین راه، مسیر دره پونه است و باید از مزرعهٔ آقا محسن گذر کنید. این یک راه ایده‌آل برای صعود در تابستان‌ها است. اما در زمستانها مسیر صعود یالی است که بین مسیر دره آغل و مزرعهٔ آقا محسن واقع شده‌است و شیب بسیار تندی دارد. پیشنهاد می‌شود صعود از این قله را به اوایل اسفندماه موکول کنید، تا به مشکل گرمای هوای و شل شدن برف‌ها برنخورید. این پناهگاه برای ۲۵ نفر ظرفیت دارد و مجهز به آب قابل شرب و سرویس بهداشتی نیز است. وجود رودخانه‌ها و چشمه‌هایی که از دل کوه می‌جوشند، مناظر بدیع و بسیار شگفت‌انگیزی در مسیر راه برایتان ایجاد می‌کنند. پس از گذر از این درهٔ پرگل، مسیر را ادامه داده و دره پونه را طی کنید. بعد از دو ساعت پیاده‌روی می‌توانید قله برفخانه را ببینید. لازم است ذکر شود که جهت صعود از دیواره برفخانه، همراه داشتن طناب انفرادی، کلاه کاسک و اسباب حمایت الزامی است.